# Fresno de la Polvorosa
Fresno de la Polvorosa – gmina w Hiszpanii, w prowincji Zamora, w Kastylii i León, o powierzchni 4,07 km². W 2011 roku gmina liczyła 163 mieszkańców.